# Dendropsophus tintinnabulum
Espèce
Synonymes
- Hyla tintinnabulum Melin, 1941

Statut de conservation UICN

 DD  : Données insuffisantes
Dendropsophus tintinnabulum est une espèce d'amphibiens de la famille des Hylidae.

## Répartition
Cette espèce est endémique du Brésil. Elle se rencontre à Ipanoré dans le nord de l'état d'Amazonas,.

## Publication originale
- Melin, 1941 : Contributions to the knowledge of the Amphibia of South America. Göteborgs Kungliga Vetenskaps och Vitter-Hets Samhalles Handlingar, vol. 88, p. 1–71 (texte intégral).